# 普礼真言
普礼真言（ふらいしんごん）とは日本の仏教の礼拝・勤行の開始時に唱える真言で、時に東密（真言宗）で多用される。

## 概要
諸仏を礼拝する短い真言で、行者が修法を行するときにまず唱える。唱えるタイミングによって、以下のようにも分類される。
- 壇前普礼
- 着座普礼
- 本尊普礼

五体投地とともに唱えながら、三回拝することが一般的である。チベットでは100回/日を100日連続で実施する行が高慢を防ぐとされる。

## 経典
普礼真言が説かれる経典は、以下の通り。
- 仏頂尊勝陀羅尼儀軌
- 無量寿如来観行供養儀軌

## 内容
オン　サラバ　タタギャタ　ハンナマンナ　ノゥ　キャロミ
（Oṃ sarva tathāgata pāda vandanaṃ karomi）
「オーム（聖音）。一切の如来の御足を礼拝し奉る。」